# 225
225 (CCXXV) var ett normalår som började en lördag i den julianska kalendern.

## Händelser

### Okänt datum
- Den romerske kejsaren Alexander Severus gifter sig med Sallustia Orbiana och upphöjer möjligen hennes far Seius Sallustius till caesar.
- De första kristna målningarna dyker upp i Rom, där de dekorerar Katakomberna.

## Födda
- 20 januari – Gordianus III, romersk kejsare 238–244